# Личный закон
Личный закон — право страны, в соответствии с которым определяется правовой статус субъекта, участвующего в гражданско-правовом отношении, осложненном иностранным элементом. Правовой статус включает: правоспособность субъекта и дееспособность субъекта.
В международном частном праве выделяют: личный закон физического лица (lex personalis) и личный закон юридического лица (lex societatis).

## Личный закон физического лица
По общему правилу, личным законом физического лица считается право страны, гражданство которой это лицо имеет.
Российское законодательство определяет ряд специальных правил определения личного закона физического лица (ст. 1195 ГК РФ):
- Если лицо наряду с гражданством другого государства имеет российское гражданство, его личным законом является российское право
- Если иностранный гражданин имеет место жительства в РФ, его личным законом является российское право
- При наличии у лица нескольких иностранных гражданств личным законом считается право страны, в котором это лицо имеет место жительства
- Личным законом лица без гражданства (апатрида) считается право страны в которой это лицо имеет место жительства
- Личным законом беженца считается право страны, предоставившей ему убежище

Личный закон физического лица определяет: способность лица иметь права и нести обязанности, дееспособность лица и её объем. Например, определяет возраст, с которого лицо считается совершеннолетним, брачный возраст, обязательные критерии личного состояния для совершения сделок и т. п.

## Личный закон юридического лица
Личный закон юридического лица определяет (ст.1202 ГК РФ):
1. Статус организации в качестве юридического лица
2. Организационно-правовую форму юридического лица
3. Требования к наименованию юридического лица
4. Вопросы создания, реорганизации и ликвидации юридического лица, в том числе вопросы правопреемства
5. Содержание правоспособности юридического лица
6. Порядок приобретения юридическим лицом гражданских прав и принятия на себя гражданских обязанностей
7. Внутренние отношения, в том числе отношения юридического лица с его участниками
8. Способность юридического лица отвечать по своим обязательствам

Личным законом юридического лица считается право страны, где учреждено юридическое лицо